# Waldbrände in Washington 2012

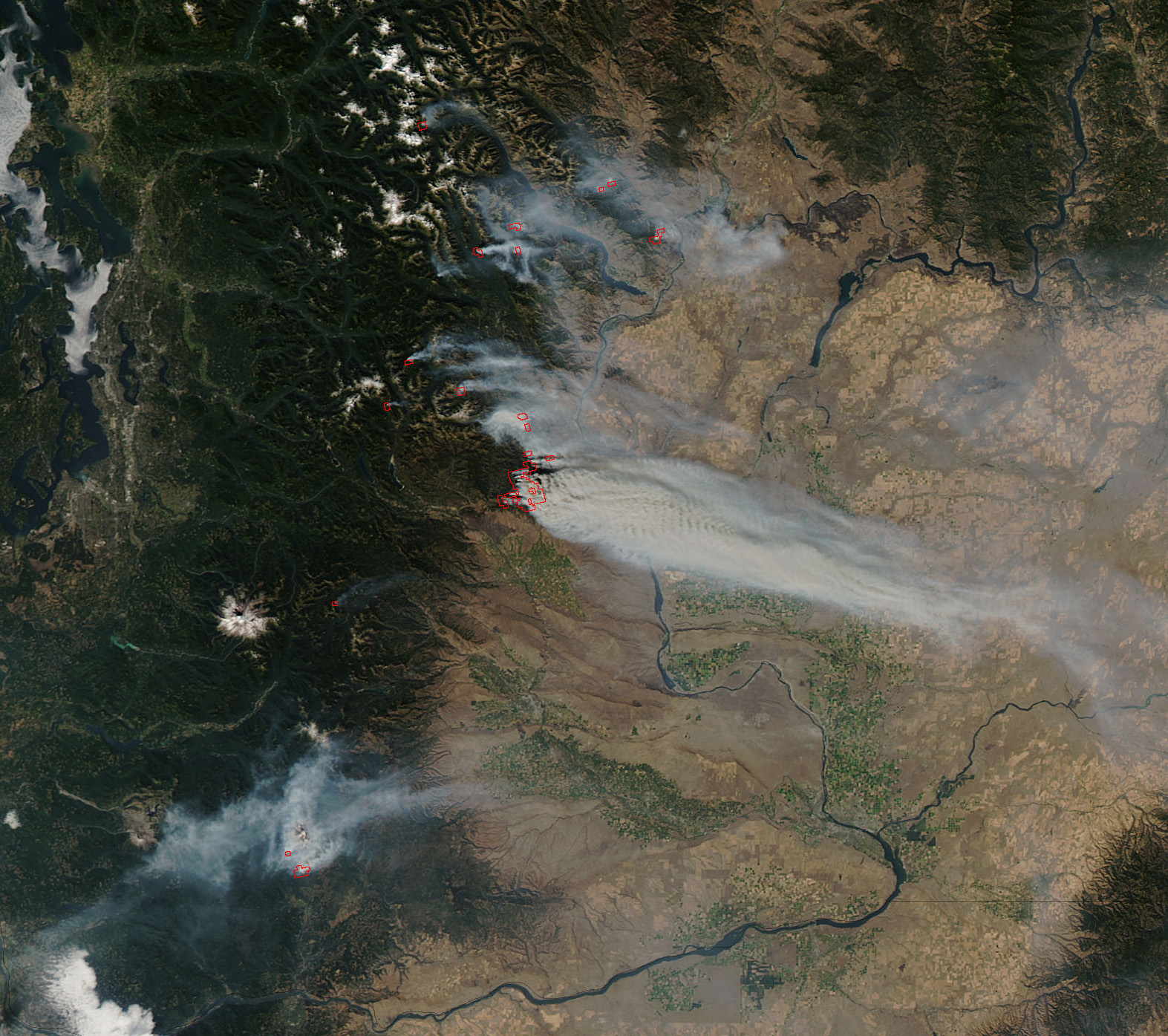
Satellitenaufnahme der NASA von den Bränden in Washington am 19. September 2012

Die Waldbrände in Washington 2012 waren eine Serie von 1.342 Waldbränden die im Lauf des Jahres 2012 insgesamt 1.050 km² des Bundesstaates Washington erfassten und von der Feuerwehr bekämpft wurden. Die Brände wüteten vorrangig im Okanogan National Forest und im Wenatchee National Forest im September und Oktober 2012. Ein schweres Gewitter am 8. September verursachte hunderte Feuer an der Ostflanke der Kaskadenkette. Der Rauch verursachte eine katastrophale Luftqualität in den Städten Ellensburg und Wenatchee, und war noch in Seattle wahrnehmbar. Die Kosten der Bekämpfung für die vier größten Feuer werden auf 67,5 Millionen US-Dollar geschätzt.

## Taylor Bridge Fire
Das erste große Feuer in der Waldbrandsaison 2012 begann am 13. August östlich von Cle Elum zwischen der Interstate 90 und der U.S. Route 97 im Kittitas County. Das Feuer war am 28. August unter Kontrolle, nachdem 95,1 km² niedergebrannt und 61 Häuser zerstört waren. Die Ursache wird weiterhin untersucht, doch werden Bauarbeiten als Auslöser vermutet.

## Durch Blitzschlag verursachte Brände am 8. September
- Okanogan Complex[4] – 24,97 km². Drei Feuer im unteren Methow River Valley, beidseits der Washington State Route 153 im Okanogan County.
- Wenatchee Complex[5] – 227,8 km². Die größten Feuer gab es südlich der U.S. Route 2 nahe der Stadt Wenatchee hauptsächlich im Chelan County. Weitere Feuer in diesem Komplex gab es in den Einzugsgebieten des oberen Entiat River und des Wenatchee River.
  - Byrd Fire – 57,14 km²
  - Canyon Fire – 30,58 km². Weniger als eine Meile (1,6 km) westlich von Wenatchee in den Canyons Nr. 1 und 2.
  - Cashmere Fire – 10,73 km². Südlich des Icicle Creek bis in die Alpine Lakes Wilderness hinein.
  - Peavine Canyon Fire – 78,78 km². Das Peavine Canyon Fire wuchs mit dem Table Mountain Fire im Süden zusammen.
  - Poison Canyon Fire – 23,92 km²
- Table Mountain Fire[6] – 171,2 km². Östlich der U.S. Route 97 nahe Blewett Pass im Kittitas County bedrohte das Table Mountain Fire Häuser und historische Objekte nahe Liberty. Das Feuer wuchs mit dem Peavine Canyon Fire im Norden zusammen.
- Yakima Complex[7] – 9,3 km². Etwa 75 kleinere Feuer in den Countys Kittitas und Yakima. Das Wild Rose Fire war das größte und wütete nördlich der U.S. Route 12 und östlich des Rimrock Lake.
- Cascade Creek Fire[8] – 81,09 km². An den Süd- und Westhängen des Mount Adams im Gifford Pinchot National Forest, einschließlich eines Teils der Mount Adams Wilderness in den Countys Skamania und Yakima.

## Weitere Brände
- Goat Fire[9] – 29,86 km². Der von Menschen verursachte Brand begann am 16. September und wütete südlich der Washington State Route 153 und westlich der U.S. Route 97 im Okanogan County.